# Adenosma javanicum
Adenosma javanicum là một loài thực vật có hoa trong họ Mã đề. Loài này được (Blume) Merr. mô tả khoa học đầu tiên năm 1916.